# Primer ministre de Singapur
El primer ministre és el cap de govern de Singapur. Entre les seves tasques figura nomenar als altres ministres del govèrn.
Aquesta llista només compren los primers ministres des de 1959.
| Nom             | Imatge          | Inici del govern       | Fi del govern          |
| --------------- | --------------- | ---------------------- | ---------------------- |
| Lee Kuan Yew    | Lee Kuan Yew    | 3 de juny de 1959      | 28 de novembre de 1990 |
| Goh Chok Tong   | Goh Chok Tong   | 28 de novembre de 1990 | 12 d'agost de 2004     |
| Lee Hsien Loong | Lee Hsien Loong | 25 d'agost de 2004     | actualitat             |